# 스텔라 (음악 그룹)
스텔라(Stellar)는 대한민국의 4인조 걸 그룹이다. 원래는 2011년 8월 25일 가영, 전율, 이슬, 조아로 구성되어 엠 카운트다운에서 데뷔 곡 《로켓걸》로 정식 데뷔를 하였다.
이후 2012년 2월 8일 이슬과 조아가 탈퇴했고, 새 멤버 민희와 효은을 영입해 두 번째 디지털 싱글 앨범 《UFO》를 발매했다. 2013년 7월 11일엔 세 번째 디지털 싱글 《공부하세요》를 발매했고, 2014년 2월 12일 첫 EP앨범이자 첫 섹시컨셉으로 컴백하여 대중들의 눈길을 한눈에 모은 《마리오네트》를, 8월 21일 디지털 싱글 《마스크》를 발매했다. 2015년 3월 11일 디지털싱글 《멍청이(Fool)》을 발매하여 음원사이트에서 중위권을 차지하며 남다른 행보를 보여주었고, 7월 20일 신곡 《떨려요 (vibrato)》를 발표하였다.
그리고 2016년 1월 18일 두 번째 EP앨범 《찔려 (Sting)》발매를 통해 대중들의 관심도와 호감도를 점차 높이는 계기가 되었다. 그 결과 해당 음반으로 2016년 1월 26일 더 쇼 1위 후보에 올랐지만 아쉽게 3위에 머물렀다. 2017년 5월 19일 새 멤버 소영을 영입해 5인조로 재정비후, 6월 27일《세피로트의 나무》라는 곡으로 컴백 했다. 8월 23일, 데뷔 6주년 콘서트를 앞두고 멤버 가영과 전율의 계약만료로 인해 공식적인 탈퇴가 확정되었고, 멤버 영흔이 합류하였다. 2018년 2월 26일 소속사는 멤버 민희와 효은은 계약만료 그리고 남은 멤버 소영, 영흔은 계약기간이 남아있었으나 전속계약을 해지함으로서 스텔라의 해체를 알렸다. 해체후 민희는 인터넷 방송인로, 효은은 뮤지컬 배우로 활동하고 있다.

## 이전 구성원
| 이름 | 소개 |
| ---- | --- |
| 민희 | - 본명 : 주민희 (朱敏熙) - 생년월일 : 1993년 1월 3일(32세) - 출생지 : 대한민국 - 활동기간 : 2012년 2월 8일 ~ 2018년 2월 26일                                                                     |
| 효은 | - 본명 : 이효은 (李孝恩) - 생년월일 : 1993년 3월 16일(32세) - 출생지 : 대한민국 서울특별시 - 활동기간 : 2012년 2월 8일 ~ 2018년 2월 26일                                                         |
| 소영 | - 본명 : 임소영 - 생년월일 : 1993년 9월 9일(31세) - 출생지 : 대한민국 - 활동기간 : 2017년 5월 19일 ~ 2018년 2월 26일                                                                             |
| 영흔 | - 본명 : 고영흔 - 생년월일 : 1994년 11월 17일(30세) - 출생지 : 대한민국 - 특이사항 : 걸그룹 블랙스완 멤버 - 활동기간 : 2017년 8월 23일 ~ 2018년 2월 26일                                         |
| 이슬 | - 본명 : 김이슬 - 생년월일 : 1990년 6월 14일(35세) - 출생지 : 대한민국 경상남도 - 학력 : 밀양여자고등학교 (졸업) - 기타사항 : 여성듀오 허니듀 멤버 - 활동기간 : 2011년 8월 25일 ~ 2012년 2월 8일 |
| 조아 | - 본명 : 조영진 - 생년월일 : 1991년 8월 15일(33세) - 출생지 : 대한민국 부산광역시 - 학력 : 백석예술대학 - 기타사항 : 여성듀오 허니듀 멤버. - 활동기간 : 2011년 8월 25일 ~ 2012년 2월 8일         |
| 가영 | - 본명 : 김가영 (金佳英) - 생년월일 : 1991년 12월 2일(33세) - 출생지 : 대한민국 서울특별시 - 학력 : 성균관대학교 무용학과 - 활동기간 : 2011년 8월 25일 ~ 2017년 8월 23일                         |
| 전율 | - 본명 : 전유리 (田庾理) - 생년월일 : 1994년 3월 20일(31세) - 출생지 : 대한민국 서울특별시 - 학력 : 서울공연예술고등학교 (졸업) - 활동기간 : 2011년 8월 25일 ~ 2017년 8월 23일                   |

### 멤버 변천사
| 이슬 |
| 조아 |
| 가영 |
| 전율 |
| 민희 |
| 효은 |
| 소영 |
| 영흔 |

## 음반 목록

### 미니 앨범
| 앨범 번호 | 앨범 정보                                  | 트랙 리스트 |
| --------- | ------------------------------------------ | --- |
| 1         | 마리오네트 - 발매일 : 2014년 2월 12일      | 1. T.I.E 2. 마리오네트 뮤직비디오 3. Guilty 4. 가져 너 다 5. 공부하세요 6. 마리오네트 (Inst.) 7. 공부하세요 (Remix Ver.) |
| 2         | 찔려 - 발매일 : 2016년 1월 18일            | 1. Do You Hear Me? 2. 찔려 뮤직비디오 3. Insomnia 4. Love Spell 5. 신데렐라 6. 떨려요                                    |
| 3         | 세피로트의 나무 - 발매일 : 2017년 6월 27일 | 1. 세피로트의 나무 뮤직비디오 2. 왜 때문 에 3. The wave 4. Twinkle 5. 세피로트의 나무 (Inst.)                            |

### 디지털 싱글
| 앨범 번호 | 앨범 정보                                   | 트랙 리스트                                                                     |
| --------- | ------------------------------------------- | ------------------------------------------------------------------------------- |
| 1         | 로켓걸 - 발매일 : 2011년 8월 23일           | 1. 로켓걸 (ROCKET GIRL) (Feat. 에릭) 뮤직비디오 2. 로켓걸 (ROCKET GIRL) (Inst.) |
| 2         | UFO - 발매일 : 2012년 2월 8일               | 1. UFO (Feat. 에릭) 뮤직비디오                                                  |
| 3         | 공부하세요 - 발매일 : 2013년 7월 11일       | 1. 공부하세요 뮤직비디오 2. 공부하세요 (Inst.)                                  |
| 4         | 마스크 - 발매일 : 2014년 8월 21일           | 1. 마스크 뮤직비디오 2. 마스크 (Inst.)                                          |
| 5         | 멍청이 (Fool) - 발매일 : 2015년 3월 11일    | 1. 멍청이 뮤직비디오 2. 멍청이 (Inst.)                                          |
| 6         | 떨려요 (vibrato) - 발매일 : 2015년 7월 20일 | 1. 떨려요 뮤직비디오                                                            |
| 7         | CRY - 발매일 : 2016년 7월 18일              | 1. Intro 2. 펑펑울었어 뮤직비디오 3. 벨소리                                     |

### OST
| 앨범 번호 | 앨범 정보                                          | 트랙 리스트                         |
| --------- | -------------------------------------------------- | ----------------------------------- |
| 1         | 스파이 명월 OST Part 5 - 발매일 : 2011년 8월 22일  | 1. Loving U 2. Loving U (Inst.)     |
| 2         | 다 잘될 거야 OST Part 1 - 발매일 : 2015년 9월 21일 | 1. 내사랑 You 2. 내사랑 You (Inst.) |

## 음반 외 활동

### 콘서트
- 2016년 4월 22일 - 예스24 무브홀 《스텔라 콘서트》 STELLAR CONCERT, 2016

### 예능
- 개인
  - 2010년 2월 14일~ 2월 28일 - KBS2 《1박2일 시즌1》(가영)
  - 2013년 4월 7일 - JTBC 《신화방송》 (가영, 효은)
  - 2013년 6월 1일 - JTBC 《히든싱어 시즌1》(가영,효은)
  - 2013년 6월 17일 - Mnet 《비틀즈코드 시즌2》(효은)
  - 2013년 9월 16일 - KBS2 《대국민 토크쇼 안녕하세요》 (전율)
  - 2013년 11월 4일 ~ 12월 30일 - tvN 《백만장자 게임 마이턴》 (효은)
  - 2015년 6월 19일~ 9월 4일 - MBC every1 《비밀병기 그녀》 (민희)
  - 2015년 8월 20일 - 채널A 《카톡쇼X》 (가영, 효은)
  - 2015년 9월 9일 - XTM 《겟잇기어》(가영, 전율)
  - 2015년 10월 20일 - KBS2 《1대100》(가영, 전율)
  - 2015년 11월 14일 - SBS Plus 《날씬한 도시락 시즌2》 (전율)
  - 2016년 1월 29일 - SBS Plus 《스타그램》 (효은)
- 단체
  - 2015년 9월 6일 - iMBC 《모바일 생방송 해요TV》
  - 2015년 9월 29일 - Mnet 《헤드라이너》
  - 2015년 10월 1일 - 에브리온TV 《류대산의 극한 TV》
  - 2016년 2월 4일 - iMBC 《모바일 생방송 해요TV》

### 시사, 교양
- 개인
  - 2014년 4월 1일 - KBS2 《역지사지토크쇼-대변인들》(가영)
- 단체
  - 2015년 8월 22일 - MBC 《휴먼다큐 사람이좋다》

### 뮤직비디오
- 2011년 1월 13일 - 틴탑 〈Supa Luv〉(가영)
- 2013년 10월 9일 - 퓨어 〈Wedding day〉(가영)

### 드라마
- 2014년 11월 23일 ~ 2015년 2월 1일 - OCN 《닥터프로스트》(가영) ... 다래 역
- 2015년 4월 27일 ~ 2015년 6월 16일 - KBS2 《후아유 - 학교 2015》(가영) ... 교복모델 역
- 2015년 7월 27일 ~ 2015년 10월 19일 - MBC every1 《웹툰히어로 툰드라쇼》(효은) ... 경빈김씨 역
- 2017년 2월 27일 ~ 2017년 3월 16일 - 네이버TV 《손의 흔적》 (효은) ... 이수빈 역 / (전율) ... 랩실 연구원 역 / (가영, 민희, 효은, 전율) ... 상상속 컴패니언걸 역

### 광고
- 단체
  - 2014년 (주)추콩테크놀로지코리아 《가디너스》
- 개인
  - 2015년 화장품브랜드 《스카비올라》(효은)

### 홍보대사
- 2012년 국방홍보원 《2012 국군방송 라디오 위문열차》 - 홍보대사
- 2013년 스키장 경영협회 《2013 한국 스키장 경영 협회》 - 홍보대사
- 2014년 국민체육진흥공단 《투르 드 코리아 2014 》 - 홍보대사
- 2014년 대구 광역시 《2014 대구 치맥 페스티벌 》 - 홍보대사
- 2015년 수원시 《2016 수원화성 방문의 해》 - 홍보대사 (민희)
- 2016년 《2016 장흥 국제통합의학박람회》 - 홍보대사

### 기타
- 2015년 11월 23일 장충체육관 《2015-16 V리그 우리카드배구단 개막경기 애국가 제창》(효은)